# مظاهرات لبنان (2001)
أحداث 7 آب 2001 (أو مظاهرات لبنان لسنة 2001) هي مظاهرات مناهضة للوصاية السورية في لبنان، انطلقت في 7 آب (أغسطس) 2001، فتحولت إلى أعمال عنف عندما حاول النظام الأمني اللبناني-السوري قمعها، مما أدى إلى ضرب المتظاهرين واعتقال المئات، مما أثار جدلاً حول مدى قانونية هذه الاعتقالات، وذلك في عهد الرئيس إميل لحود الموالي لسوريا. في ذلك اليوم، هاجمت القوى الأمنية مئات الناشطين، معظمهم من الأحزاب المسيحية، كالتيار الوطني الحر، القوات اللبنانية، حزب الوطنيين الأحرار وآخرين محايدين، وذلك أمام قصر العدل في بيروت. يعتبر هذا اليوم نقطة تحول في تاريخ لبنان، وفي المقاومة ضد الوجود السوري، التي بلغت ذروتها في ثورة الأرز عام 2005، عندما أدت إلى الانسحاب السوري ذلك السنة.

## تاريخ
مع نهاية الحرب الأهلية اللبنانية في التسعينيات، شعر المسيحيون بالهزيمة، خاصة بعد الوصاية السورية ونفي زعيمهم ميشال عون وسجن سمير جعجع.
في عام 2000، قام البطريرك الماروني الكردينال مار نصرالله بطرس صفير بحملة مصالحة في الجبل بين المسيحيين والدروز، ما يعُتقد أنه ألهم المسيحيين إلى إشعال مظاهرات 7 آب 2001. كذلك، فإن انسحاب إسرائيل من جنوب لبنان عام 2000، شجع أكثر على هذه التظاهرات.
في 7 آب 2001، اعتقلت القوى الأمنية مئات المتظاهرين المطالبين بحرية التعبير وخروج النظام السوري، ووضعتهم في السجن دون أي مذكرات توقيف أو مبررات قانونية.
في سنة 2005، أدى اغتيال رئيس الوزراء السابق رفيق الحريري إلى اندلاع ثورة الأرز المليونية التي أدت إلى انسحاب القوات السورية من لبنان في 30 أبريل 2005.